# Сідарвілл (Меріленд)
Сідарвілл (англ. Cedarville) — переписна місцевість (CDP) в США, в окрузі Графство принца Георга штату Меріленд. Населення — 639 осіб (2020).

## Географія
Сідарвілл розташований за координатами 38°39′25″ пн. ш. 76°49′19″ зх. д. / 38.65694° пн. ш. 76.82194° зх. д. (38.656912, -76.822010).  За даними Бюро перепису населення США в 2010 році переписна місцевість мала площу 34,70 км², з яких 34,40 км² — суходіл та 0,30 км² — водойми.

## Демографія
Згідно з переписом 2010 року, у переписній місцевості мешкало 717 осіб у 364 домогосподарствах у складі 181 родини. Густота населення становила 21 особа/км².  Було 387 помешкань (11/км²).
Расовий склад населення:
| - 65,8 % — білих - 27,8 % — чорних або афроамериканців - 2,6 % — корінних американців - 1,8 % — азіатів |

До двох чи більше рас належало 1,8 %. Частка іспаномовних становила 0,4 % від усіх жителів.
За віковим діапазоном населення розподілялося таким чином: 13,5 % — особи молодші 18 років, 60,0 % — особи у віці 18—64 років, 26,5 % — особи у віці 65 років та старші. Медіана віку мешканця становила 51,9 року. На 100 осіб жіночої статі у переписній місцевості припадало 83,4 чоловіків;  на 100 жінок у віці від 18 років та старших — 80,2 чоловіків також старших 18 років.
Середній дохід на одне домашнє господарство  становив 83 448 доларів США (медіана — 56 250), а середній дохід на одну сім'ю — 96 387 доларів (медіана — 64 286). За межею бідності перебувало 3,8 % осіб, у тому числі 0,0 % дітей у віці до 18 років та 8,1 % осіб у віці 65 років та старших.
Цивільне працевлаштоване населення становило 309 осіб. Основні галузі зайнятості: освіта, охорона здоров'я та соціальна допомога — 26,2 %, роздрібна торгівля — 23,0 %, науковці, спеціалісти, менеджери — 16,2 %.